# Щербина, Николай Фёдорович
Никола́й Фёдорович Щерби́на (2 [14] декабря 1821, деревня Грузко-Еланчинская близ Таганрога — 10 [22] апреля 1869, Санкт-Петербург) — русский поэт XIX века.

## Биография
Родился 2 (14) декабря 1821 года в Миусском округе Земли Войска Донского, в имении своей матери. Его отец был украинец, а мать — гречанка. Это последнее обстоятельство, а также переселение его родителей в Таганрог (в 1829 году), населённый по преимуществу греками, имело большое влияние на воспитание эстетического чувства Щербины, познакомив его с греческим бытом и культурой.
Учился Щербина в Таганрогской мужской гимназии, но курса не окончил. Уже с самой ранней юности он пристрастился к изучению греческого языка и литературы и в 13 лет написал поэму «Сафо». В 1838 году в «Сыне Отечества» появилось его первое произведение «К морю». Принуждённый вследствие бедности зарабатывать на жизнь уроками, Щербина не мог окончить систематического курса высшего образования.
После издания в Одессе книжки «Греческие стихотворения» переселился в Москву, где стал помощником редактора «Московских губернских ведомостей», писал стихи в «Москвитянине». В 1854 году перебрался в Санкт-Петербург, получил место чиновника особых поручений при товарище министра народного просвещения, князе П. А. Вяземском. Последние годы жизни Николай Щербина служил в министерстве внутренних дел при главном управлении по делам печати.
Умер 10 (22) апреля 1869 года в Санкт-Петербурге. Похоронен на Тихвинском кладбище.

## Творчество

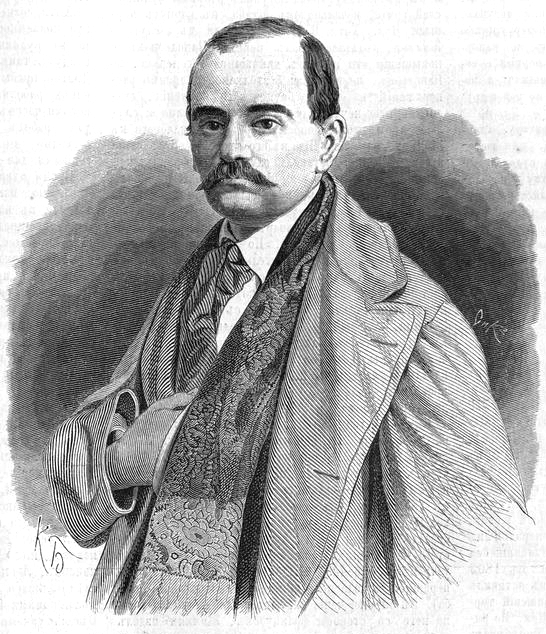
Н.Ф. Щербина

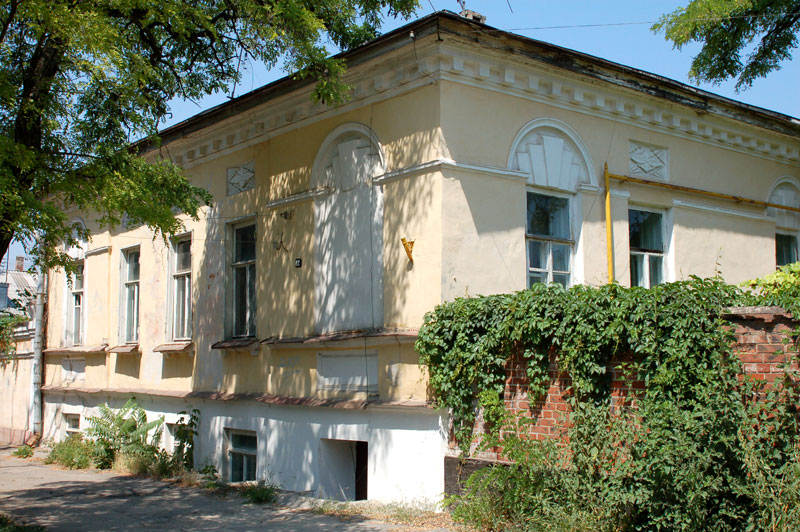
Дом в Таганроге, где жил Н. Ф. Щербина

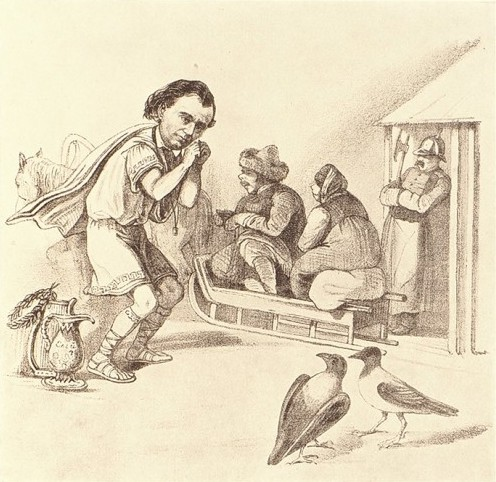
«Эллин из Таганрога» Н. Ф. Щербина и славянофилы. Карикатура Н. Степанова

В 1850 году он издал книжку «Греческие стихотворения», очень благосклонно принятую публикой, и переселился сначала в Москву, а затем в Петербург, где был причислен к главному управлению по делам печати. Щербина стал известен в русской литературе главным образом как автор мастерских антологических стихотворений из древнегреческой жизни, отличающихся чистотой и музыкальностью языка, но отвлечённое содержание, далёкое от запросов и интересов современности, придало его произведениям слишком книжный характер и тем лишило их живой и непосредственной поэзии.
В 1855 году во время осады Таганрога был в составе парламентёров (прокурор Война, Ю. Франк и Н. Щербина), доставивших ответ на ультиматум англичан о сдаче Таганрога.
Стихотворения Щербины были изданы 5 раз до революции: в 1850, 1851, 1857, 1907 годах и полное собрание сочинений в 1873 году. Неоднократно издавался и в советское время.
Романс А. Гурилёва на стихи Щербины «После битвы» был весьма популярен в среде российского флота. По мотивам этого романса Г. Д. Зубаревым в 1900-е годы была написана (по другой версии — записана из фольклора) песня «Раскинулось море широко», ставшая знаменитой (в 1937 записана Леонидом Утёсовым, в 1996 записана Юрием Шевчуком для проекта «Митьковские песни») и часто обозначаемая как народная.
В последние годы жизни приобрёл известность как сатирик («Сонник современной русской литературы, расположенный в алфавитном порядке и служащий необходимым дополнением к известному „Соннику Мартына Задеки“», 1857, «Альбом ипохондрика», 1841—1861; «Сатирическая летопись», 1861—1869). По замечанию ЭСБЕ, «некоторые из его эпиграмм по неприличию тона не могли быть напечатаны даже после его смерти».

## Издания сочинений
- Греческие стихотворения. — Одесса, 1850.
- Новые греческие стихотворения Н. Ф. Щербины (1850–1851). — М., 1851.
- Стихотворения; В 2 т. — СПб., 1857.
- Полн. собр. соч. — СПб., 1873.
- Из неизданных стихотворений Н. Ф. Щербины. — СПб., 1907.
- Альбом ипохондрика / Ред. и примеч. Р. В. Иванова-Разумника. — Л., 1929.
- Стихотворения / Вступ. ст., ред. и примеч. И. Айзенштока. — «Библиотека поэта», Малая серия. — Л., 1937.
- Поэты 1840–1850-х годов / Вступ. ст. и общ. ред. Б. Я. Бухштаба; Библ. справки, примеч. В. С. Киселева. — М.; Л., 1962.
- Избр. произв. / Вступ. ст. И. Д. Гликмана; Сост., подгот. текста и примеч. Г. Я. Галагана. — Л., 1970.